# Dołno Osenowo
Dołno Osenowo (bułg. Долно Осеново) – wieś w południowo-zachodniej Bułgarii, w obwodzie Błagojewgrad, w gminie Simitli. Według danych Narodowego Instytutu Statystycznego, 31 grudnia 2011 roku wieś liczyła 1369 mieszkańców.

## Położenie
Dołno Osenowo znajduje się na stokał Riły. Znajdują się tu ciepłe wody mineralne.